# Proasellus albigensis
Proasellus albigensis és una espècie de crustaci isòpode pertanyent a la família dels asèl·lids que es troba a Europa: França.